# ヴィーナス綺想曲
『ヴィーナス綺想曲』（ヴィーナスカプリチオ）は、西形まいによる日本の漫画作品。
『花とゆめ』（白泉社）にて連載された。

## あらすじ
高校2年の宇海（たかみ）と中学3年の白（あきら）は、同じピアノ教室に通う幼なじみ。がさつで男っぽい女の子の宇海とは対照的に、白は外見も立ち居振る舞いも優雅で愛らしい男の子。そんな白を宇海は妹のように可愛がってきた。けれども白の告白がきっかけで、宇海の心にも変化が訪れていく。

## 登場人物
羽原 宇海（はばら たかみ）
主人公。白のピアノとケーキと可愛いものが大好き。高校2年生。背の高い美女だが、4人の兄と共に育ったせいか所作ががさつで男っぽい。過去の恋人歴を見た限りでは男を見る目がないと思われる。
ピアノ教室で初めて白を見た時、あまりの可愛らしさに感動してしまう。以来、白を妹のように可愛がり守ろうとする。何かと理由をつけては頻繁に白の家に出入りしてピアノ演奏してもらっている。
佐々木 白（ささき あきら）
名門私立校に通う中学3年生。父親はオーストリア人、母親は日本人というハーフで、優雅な物腰と美しい容姿を持つ。宇海に想いを寄せるが全く気付いてもらえず、弟妹のようにしか扱われない。ピアノが上手で、宇海のリクエストに応えたり練習に付き合うこともしばしば。女性の自覚に乏しい宇海が無茶をする度にフォローを入れたりする。
母親亡き後、伯母の誘いを拒否して一人暮らしをしている。
織田 忍（おだ しのぶ）
宇海と白が通うピアノ教室の新任講師。彼等が世話に成った宮沢(旧姓・谷)の後任として赴任する。美形だが性格は曲者。昔、白にピアノの個人指導をしていたことがあり、腕前は確かである。白をからかうことを楽しみながら、宇海との関係を見守っている。
畔上 ケイ（あぜがみ けい）
中学3年生。小学生の頃、素直になれず白をからかって宇海に懲らしめられた経験がある。中学3年になってから白と友人関係を築き、宇海達と同じピアノ教室に入る。
ユリアン・ クレメント
17歳。ドイツの天才ピアニストで白の実父の弟子。来日した際にパスポートを紛失し、途方に暮れていたところを偶然通りかかった宇海に助けられる。
佐々木 緑（ささき みどり）
白の母で故人。幼い白に対して、ピアノの英才教育を施していた。
フランツ クラウス
白の実父。世界的ピアニスト。緑と交際していたが、諸事情により白を妊娠していた彼女の元を去った。だがその事を負い目に感じてはおり、緑に対して慰謝料代わりの一軒家を与え、さらには生活費と白の養育費を毎月きちんと支払っていた。
佐々木 美鶴子（ささき みつこ）
白の母方の伯母。フランス在住。元ピアニストで、手を故障して以来ピアニストの育成に力を注いでいる。白にピアニストの才能を見出し、フランスで学ぶことを勧めている。
河内(かわち)
Club bllue(昼はカフェ、夜はジャズバー) 店長。白の友人で、時々彼にピアノ演奏を依頼していたが、宇海の臨時アルバイト応募を機に彼も志願した事を歓迎し、2人共雇う事に。温厚な性格だが、自分に彼女が居ない事を嘆く事も。
大石 茶雪（おおいし さゆき）
白の同級生。彼目当てで、彼と宇海の所属するピアノ教室に通い始める。理想の男性をゲットするべく自分磨きに余念がない美少女。ピアノも、ショパンの練習曲を手掛ける程巧く、白に想いを寄せているが故に、宇海を敵視する。
エマ
宇海の親友。
ミヤ
宇海の親友。

## 単行本
花とゆめコミックス（白泉社）から全5巻。
- 第1巻（2006年11月17日発売）
- 第2巻（2007年6月19日発売）
- 第3巻（2007年12月18日発売）
- 第4巻（2008年5月19日発売）
- 第5巻（2008年9月19日発売）